# Сент Бонавечур (Њујорк)
Сент Бонавечур (енгл. St. Bonaventure) насељено је место без административног статуса у америчкој савезној држави Њујорк.

## Демографија
По попису из 2010. године број становника је 2.044, што је 83 (-3,9%) становника мање него 2000. године.
| Група             | 2000.         | 2010.         |
| Белци             | 2.031 (95,5%) | 1.765 (86,4%) |
| Афроамериканци    | 39 (1,8%)     | 112 (5,5%)    |
| Азијати           | 13 (0,6%)     | 67 (3,3%)     |
| Хиспаноамериканци | 32 (1,5%)     | 75 (3,7%)     |
| Укупно            | 2.127         | 2.044         |